# Pincé (Sarthe)
Pour les articles homonymes, voir Pincé.
Pincé ou Pincé-sur-Sarthe, est une commune française, située dans le département de la Sarthe en région Pays de la Loire, peuplée de 191 habitants (les Pincéens, les Petits Pain-céens, ou les Pincettes pour les plus jeunes).
La commune fait partie de la province historique de l'Anjou (Baugeois).

## Géographie

### Situation
Située le long de la Sarthe, la commune dispose d'un emplacement privilégié malgré l'absence de commerces.
Pourtant, Pincé n'en demeure pas moins dynamique et pleine de surprise. La salle des fêtes abrite les souvenirs de nombreux anniversaires, mariages, enterrements et autres évènements de la vie de campagne. Le golf a proximité et le centre aquatique sont les points de repères majeurs du villages.
|                               |       | Solesmes    |
| Saint-Denis-d'Anjou (Mayenne) | Pincé | Courtillers |
|                               |       | Précigné    |

### Lieux-dits et écarts
- La forêt de Pincé.

### Climat
Pour des articles plus généraux, voir Climat des Pays de la Loire et Climat de la Sarthe.
En 2010, le climat de la commune est de type climat océanique altéré, selon une étude du CNRS s'appuyant sur une série de données couvrant la période 1971-2000. En 2020, Météo-France publie une typologie des climats de la France métropolitaine dans laquelle la commune est exposée à un climat océanique et est dans la région climatique  Moyenne vallée de la Loire, caractérisée par une bonne insolation (1 850 h/an) et un été peu pluvieux. 
Pour la période 1971-2000, la température annuelle moyenne est de 11,7 °C, avec une amplitude thermique annuelle de 14,1 °C. Le cumul annuel moyen de précipitations est de 690 mm, avec 11,5 jours de précipitations en janvier et 6,1 jours en juillet. Pour la période 1991-2020, la température moyenne annuelle observée sur la station météorologique de Météo-France la plus proche, sur la commune de Saint-Loup-du-Dorat à 11 km à vol d'oiseau, est de 12,2 °C et le cumul annuel moyen de précipitations est de 760,0 mm,. Pour l'avenir, les paramètres climatiques de la commune estimés pour 2050 selon différents scénarios d'émission de gaz à effet de serre sont consultables sur un site dédié publié par Météo-France en novembre 2022.

## Urbanisme

### Typologie
Au 1er janvier 2024, Pincé est catégorisée commune rurale à habitat dispersé, selon la nouvelle grille communale de densité à sept niveaux définie par l'Insee en 2022.
Elle est située hors unité urbaine. Par ailleurs la commune fait partie de l'aire d'attraction de Sablé-sur-Sarthe, dont elle est une commune de la couronne,. Cette aire, qui regroupe 39 communes, est catégorisée dans les aires de moins de 50 000 habitants,.

### Occupation des sols
L'occupation des sols de la commune, telle qu'elle ressort de la base de données européenne d’occupation biophysique des sols Corine Land Cover (CLC), est marquée par l'importance des forêts et milieux semi-naturels (50,9 % en 2018), en augmentation par rapport à 1990 (48,3 %). La répartition détaillée en 2018 est la suivante : 
forêts (50,9 %), prairies (29,5 %), terres arables (14,6 %), zones agricoles hétérogènes (5 %). L'évolution de l’occupation des sols de la commune et de ses infrastructures peut être observée sur les différentes représentations cartographiques du territoire : la carte de Cassini (XVIIIe siècle), la carte d'état-major (1820-1866) et les cartes ou photos aériennes de l'IGN pour la période actuelle (1950 à aujourd'hui).

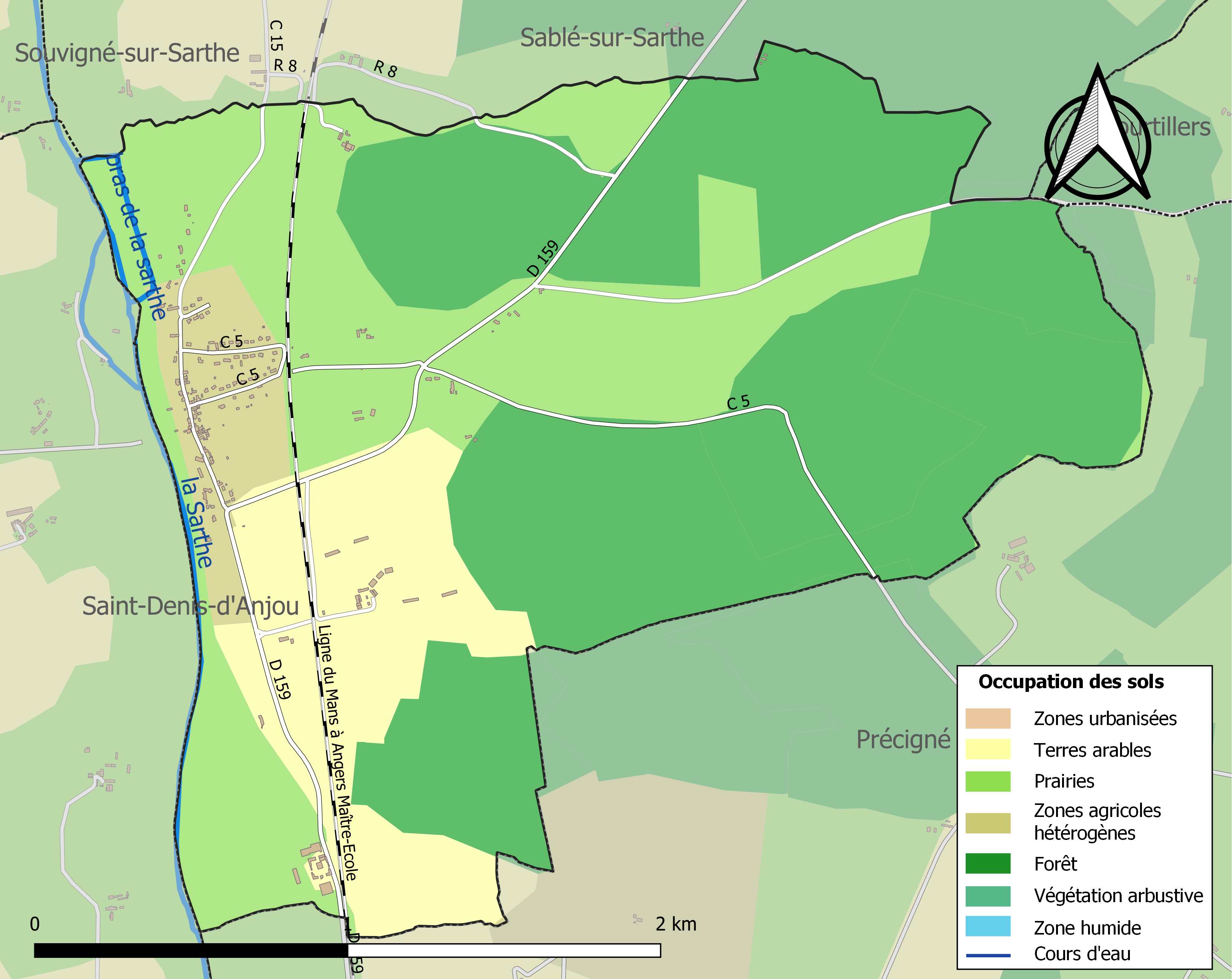
Carte des infrastructures et de l'occupation des sols de la commune en 2018 (CLC).

## Toponymie
Autrefois Pinsé, puis Pincé ou Pincé-sur-Sarthe, l’église et la paroisse dépendaient de l'abbaye Saint-Aubin d'Angers.

## Histoire
Pincé faisait partie de la sénéchaussée angevine de La Flèche et de l'ancienne province d'Anjou.
Au début du XVIIIe siècle, la seigneurie de Pincé fut rattachée au marquisat de Sablé.
Sous l'Ancien Régime, la paroisse était rattachée à la terre d'élection de La Flèche.
Lors de la Révolution française, la paroisse fut, comme toutes celles de la sénéchaussée de La Flèche, rattachée au nouveau département de la Sarthe.
En 1801, lors du Concordat, la paroisse fut détachée du diocèse d'Angers pour celui du Mans.
Autrefois, la boulangerie de Précigné venait distribuer son pain dans la commune, la baguette au camion.

## Blasonnement
| Blason de Pincé (Sarthe) | Blason  | Écartelé : au premier et au quatrième de gueules à la bande de menu-vair à plomb accompagnée de deux étoiles d'or, au deuxième et au troisième d'or à la couleuvre d'azur ondoyante en pal. |
| Blason de Pincé (Sarthe) | Détails | |

## Politique et administration
| Période                                  | Période   | Identité               | Étiquette | Qualité                     |
| ---------------------------------------- | --------- | ---------------------- | --------- | --------------------------- |
|                                          |           | M. Lancelot            |           |                             |
| ?                                        | 1995      | Christiane de Maussion | DVD       |                             |
| juin 1995                                | mars 2001 | Raymond Derouet        |           |                             |
| mars 2001                                | mars 2008 | Henri Fritsche         |           |                             |
| mars 2008                                | mai 2020  | Lydie Pasteau          | SE        | Retraitée de l'enseignement |
| mai 2020                                 | En cours  | Nicole Foucault        | SE        |                             |
| Les données manquantes sont à compléter. |           |                        |           |                             |

## Démographie
L'évolution du nombre d'habitants est connue à travers les recensements de la population effectués dans la commune depuis 1793. Pour les communes de moins de 10 000 habitants, une enquête de recensement portant sur toute la population est réalisée tous les cinq ans, les populations de référence des années intermédiaires étant quant à elles estimées par interpolation ou extrapolation. Pour la commune, le premier recensement exhaustif entrant dans le cadre du nouveau dispositif a été réalisé en 2004.
En 2022, la commune comptait 191 habitants, en évolution de −2,05 % par rapport à 2016 (Sarthe : −0,25 %, France hors Mayotte : +2,11 %).
| 1793 | 1800 | 1806 | 1821 | 1831 | 1836 | 1841 | 1846 | 1851 |
| ---- | ---- | ---- | ---- | ---- | ---- | ---- | ---- | ---- |
| 218  | 174  | 204  | 226  | 233  | 199  | 192  | 221  | 211  |

| 1856 | 1861 | 1866 | 1872 | 1876 | 1881 | 1886 | 1891 | 1896 |
| ---- | ---- | ---- | ---- | ---- | ---- | ---- | ---- | ---- |
| 254  | 228  | 221  | 230  | 211  | 214  | 204  | 192  | 172  |

| 1901 | 1906 | 1911 | 1921 | 1926 | 1931 | 1936 | 1946 | 1954 |
| ---- | ---- | ---- | ---- | ---- | ---- | ---- | ---- | ---- |
| 172  | 169  | 170  | 151  | 166  | 159  | 133  | 147  | 136  |

| 1962 | 1968 | 1975 | 1982 | 1990 | 1999 | 2004 | 2006 | 2009 |
| ---- | ---- | ---- | ---- | ---- | ---- | ---- | ---- | ---- |
| 151  | 117  | 107  | 171  | 192  | 187  | 199  | 196  | 197  |

| 2014 | 2019 | 2022 | - | - | - | - | - | - |
| ---- | ---- | ---- | - | - | - | - | - | - |
| 196  | 191  | 191  | - | - | - | - | - | - |

## Économie
L'économie du village repose grandement sur son attractivité touristique, son équipe de football et son terrain de pétanque.

## Lieux et monuments
- Forêt de Pincé.
- L'église
- Les belles demeures
- Le golf
- Le barrage
- Le stade de football
- Le centre aquatique

### Patrimoine religieux

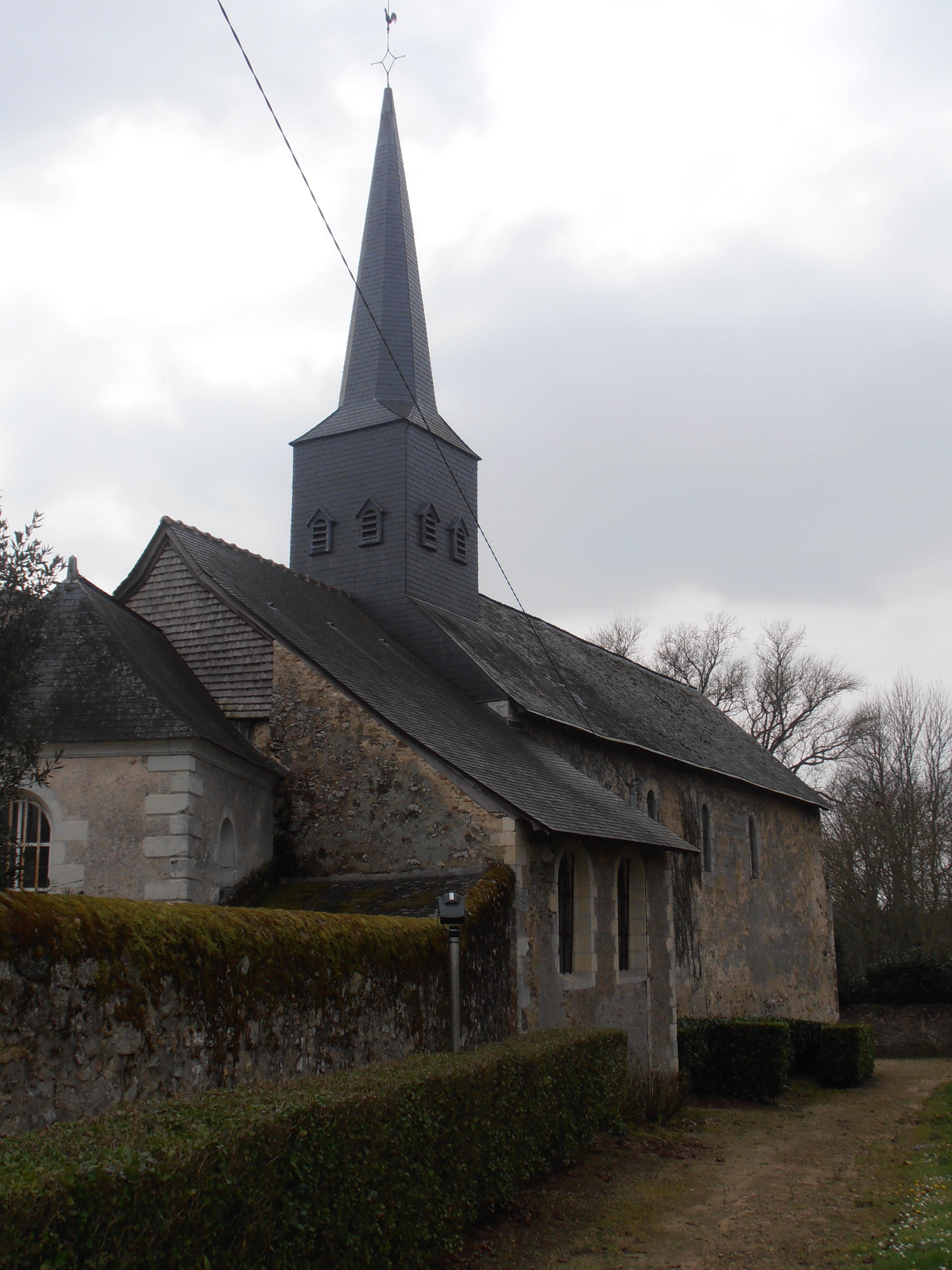
L'église Saint-Aubin.

- Église Saint-Aubin (XIe siècle), inscrite aux Monuments historiques[22].

## Activité et manifestations
La fête du village est le centre de la vie communale. A celle-ci s'ajoute la fête des voisins et l'occasionnel comice agricole, tous rapportés dans la Gazette mensuelle: la "Pincé d'Infos".
Jean-Pierre Coffe a été le « parrain des poules » dans la ville en septembre 2012.

## Personnalités liées à la commune
- Jean de Pincé (1480-1538), seigneur de Pincé, lieutenant criminel de la sénéchaussée d'Angers et maire de la cité d'Angers.
- On raconte qu'un individu avait pour habitude de se promener à vélo, avec pour seul vêtements ses chaussures, en forêt.
- L'ancien Premier Ministre François Fillon peut être aperçu en train de faire son footing dominical